# Agkistrodon russeolus
El cantil yucateco (Agkistrodon russeolus) es una especie de serpiente venenosa que pertenece a la subfamilia de las víboras de foseta.  Su área de distribución incluye México, Belice y Guatemala.

## Clasificación y descripción
En A. russeolus la raya facial superior es estrecha y algunas veces es intermitente posterior al ojo, y la raya inferior es más ancha y continua y separada de la comisura por una banda de un pigmento oscuro. Desde una vista frontal, la raya vertical a lo largo de la rostral y mental y las dos rayas superiores laterales de la cabeza típicamente se unen en la punta del hocico. El color dorsal de fondo de los adultos es generalmente café rojizo pálido y el patrón consiste de bandas cruzadas café rojizo profundo a café que están separadas dorsalmente por áreas de coloración más clara y que frecuentemente están bordeadas irregularmente por color blanco. Las bandas cruzadas permanecen evidentes incluso en adultos viejos. Lateralmente los centros de las bandas cruzadas son más pálidas y usualmente contienen uno o dos manchas oscuras.

## Distribución
Se distribuye en la Península de Yucatán y el norte de Belice. Recientemente ha sido reportada para el estado de Tabasco, México.

## Ambiente
Habita en selva mediana subperennifolia

## Estado de conservación
Esta especie ha sido considerada como relativamente rara en la península de Yucatán sin embargo es lo suficientemente común para ser enlistada como la tercera causa más frecuente de accidente ofídico en la región, después de Bothrops asper y Crotalus simus (Ahora C. tzabcan).
IUCN: No  enlistada sin embargo un reciente estudio propone que sea considerada como amenazada.